# Marie Stritt
Marie Bacon, conocida como Marie Stritt, (Sighisoara, Transilvania, Imperio austríaco, 18 de febrero de 1855-Dresde, 16 de septiembre de 1928) fue una actriz de teatro alemana y activista por los derechos de las mujeres . 

## Vida
Marie Stritt nació el 18 de febrero de 1855 nace como Marie Bacon en Sighisoara. Era la mayor de diez hermanos, seis de los cuales murieron en la infancia, de una familia de abogados alemanes en Transilvania. Su padre, Josef Martin Bacon (1820-1885) fue, entre otras cosas, miembro húngaro del Reichstag . El hermano de Stritt, Josef Bacon (1857-1941), era físico de la ciudad y fundador del Heimatmuseum en su ciudad natal. 
La madre Therese Bacon estuvo involucrada en la política de las mujeres en un momento en que todavía no existía un movimiento de mujeres amplio. También fue la madre quien introdujo a Marie Stritt en el movimiento de mujeres de Dresde a principios de la década de 1890. 
En 1873, Marie Stritt dejó Sighisoara para convertirse en actriz. Asistió al Conservatorio de Viena y recibió su primer trabajo en Karlsruhe en 1876. Allí hizo su debut como " Käthchen von Heilbronn " y como "Marianne" en Die Geschwister . Allí permaneció hasta 1881. Esto fue seguido por Frankfurt am Main, donde pronto canceló su contrato y solo trabajó como invitada en Hamburgo y Dresde . 
Stritt se casó con el cantante de ópera Albert Stritt (1847-1908), con quien tuvo dos hijos. En 1889 se despidió del escenario y se instaló en Dresde. Allí se involucró cada vez más en el movimiento de mujeres desde 1894, no menos inspirada por su madre. 

## Obra
Marie Stritt está considerada una importante pionera del movimiento de mujeres alemán. Gracias a su formación como actriz, fue considerada una de las mejores oradoras en el movimiento. Entre 1891 y 1896, Stritt fue miembro y presidente temporal de la Asociación de Mujeres de Reforma . En 1894, fundó la primera asociación de protección legal para mujeres en Dresde. En 1896, fue uno de los iniciadores de la campaña de protesta milicias de las mujeres en contra del proyecto del Código Civil . De 1899 a 1910 fue presidenta de la Federación de Asociaciones de Mujeres Alemanas . De 1900 a 1920, Marie Stritt fue la editora del órgano de publicación de la BDF. Esta publicación apareció hasta 1913 bajo el título "Centralblatt", después de lo cual pasó a llamarse "Frauenfrage". Stritt tuvo una gran influencia en el movimiento de derechos de voto de las mujeres alemanas . De 1911 a 1919 presidió la Asociación Alemana para los Derechos de Voto de las Mujeres y de 1913 a 1920 fue Presidenta de la Federación Mundial de Derechos de Voto de las Mujeres . Alianza Internacional de Sufragio de Mujeres ). En 1920 fue delegada del gobierno del Reich en el Congreso Internacional de Ginebra, de 1899 a 1921, editora en jefe del Zentralblatt de la Federación de Asociaciones de Mujeres Alemanas o la "Frauenfrage", de 1919 a 1922 concejal de la ciudad y concejal honorario de 1920 a 1922 en Dresde. En 1919 se convirtió en miembro del comité ejecutivo federal ampliado de la Federación de Asociaciones de Mujeres Alemanas y de 1922 a 1927 fue presidenta de la Asociación de Mujeres de Dresde. Stritt también fue cofundador de la Asociación de Estudios de la Mujer (más tarde la Asociación de Estudios de la Mujer de la Imagen de la Mujer).  
Hace unos 100 años, su foto de retrato adornaba la primera página del " Berliner Illustrirten Zeitung ". Eso fue en junio de 1904, al comienzo del Congreso Internacional de Mujeres en Berlín, que presidió como presidenta de la Federación de Asociaciones de Mujeres Alemanas . En 1910, Stritt fue reemplazado por Gertrud Bäumer como presidente a instancias de la mayoría conservadora. La razón fue el compromiso de Stritt en el gobierno federal para la protección de la maternidad, que también abogó por las madres solteras, así como por una reforma sexual integral y su inflexible postura contra el artículo 218 que castigaba el aborto . Aunque Stritt pertenecía al ala radical del movimiento de mujeres desde su posición, rechazó cualquier polarización e intentó mediar entre las alas en competencia. 
Después de su muerte fue enterrada en una urna en Sighisoara.

## Fundación Marie Stritt
La Fundación Marie Stritt se estableció con motivo de su renuncia como presidenta de la Federación de Asociaciones de Mujeres Alemanas. El capital debería permanecer en posesión del BDF. Debido a la inflación, la fundación tuvo que disolverse en 1923. 

## Obras
- Educación de niños domésticos, Berlín 1891.
- La lógica de las mujeres, Dresde 1892.
- La mujer pertenece a la casa, Dresde 1893.
- El destino del hombre, Dresde 1894.
- Hembra Debilidades Dresde, 1894.
- El Congreso Internacional de Mujeres en Berlín 1904
- Chrystal Macmillan ; Marie Stritt; Maria Verone : El derecho de las mujeres a votar en la práctica . Alianza Internacional de Sufragio de Mujeres. Dresde   : Editorial de Heinrich Minden, 1913

## Bibiliografía
- Ludwig Eisenberg : Gran léxico biográfico de la etapa alemana en el XIX. Siglo . Verlag von Paul List, Leipzig 1903, p. 1015, ( Marie Stritt en Internet Archive ).
- Elke Schüller: Marie Stritt: una "campeona de la lucha" en el movimiento de las mujeres (1855-1928). Helmer 2005, ISBN 3-89741-178-4 ( revisión ).
- Stritt, Marie. En: Wolfgang Klötzer  ): Biografía de Frankfurt . Enciclopedia de la historia personal . Segundo volumen M - Z (=   Publicaciones de la Comisión Histórica de Frankfurt . Banda   XIX , no.   2 ) Waldemar Kramer, Frankfurt am Main 1996, ISBN 3-7829-0459-1 .  , P. 450.